# Kiesgrube Laukertsberg bei Nieder-Mörlen
Koordinaten: 50° 23′ 6″ N, 8° 44′ 22″ O
Das Naturschutzgebiet Kiesgrube Laukertsberg bei Nieder-Mörlen befindet sich zwischen den Stadtteilen Nieder-Mörlen und Steinfurth der Stadt Bad Nauheim im hessischen Wetteraukreis. Die Bezeichnung geht auf den Flurnamen Lauk-Hart-Berg zurück. Das Gebiet liegt innerhalb der Gemarkung Nieder-Mörlen, wird allerdings im Süden durch die Bundesstraße 3, die hier parallel zur Main-Weser-Bahn verläuft, vom Ort abgeschnitten.

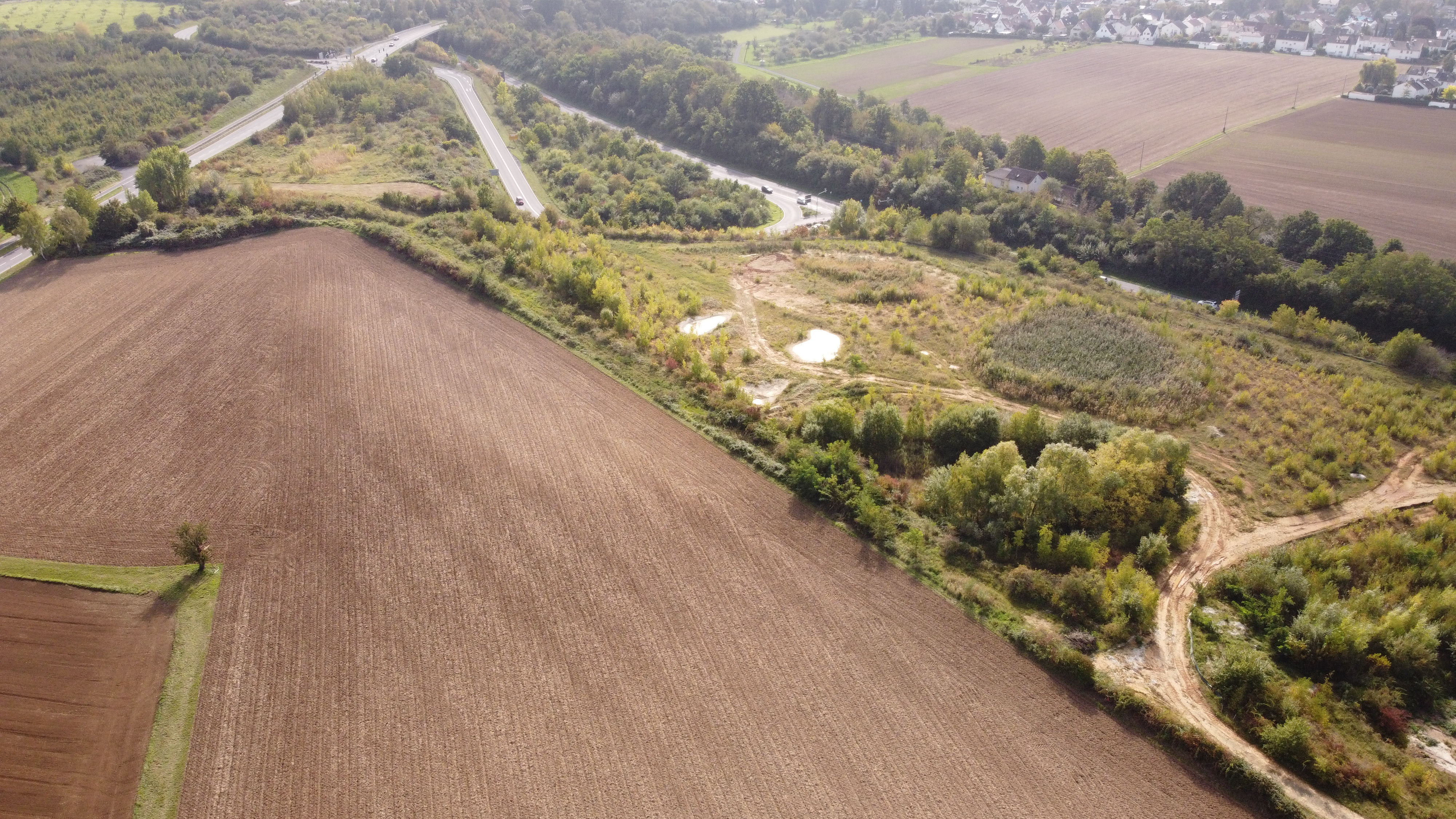
Blick auf das Naturschutzgebiet Kiesgrube Laukertsberg bei Nieder-Mörlen

Auf dem ca. 15,7 ha großen Gelände befand sich das Westfeld der Quarzkiesgrube Laukertsberg, in welcher seit 1977 Nauheimer Kantkies und Sand abgebaut wurde. Das Ostfeld, in welchem ab 1993 Kiesabbau stattfand, schloss sich auf der gegenüberliegenden Seite der östlich verlaufenden Landesstraße L 3134 an.
Im Jahr 2010 wurde die Auskiesung vollständig eingestellt. Die Aufbereitungsanlage auf dem wesentlich größeren Westfeld wurde zwischen 2017 und 2018 demontiert. Der Zutritt zu beiden Feldern ist gemäß Hessischer Bergverordnung verboten und alle bisherigen Zuwegungen zum Gelände mit Schranken oder Zäunen gesichert.
In seiner heutigen Nutzungsform dient das Areal der IUCN-Kategorie IV als Lebensraum für verschiedene geschützte Amphibien-, Insekten- und Vogelarten. So sind hier u. a. Kreuz- und Wechselkröten sowie Flussregenpfeifer und Uhus anzutreffen. 2017 wurde das Gebiet vom zuständigen Regierungspräsidium Darmstadt einstweilig sichergestellt, um weitere Veränderungen zu verhindern. Dabei erstreckt sich der Schutzraum nur auf das Westfeld der ehemaligen Kiesgrube. Am 24. Oktober 2019 wurde das Gebiet per Verordnung unter Naturschutz gestellt, nachdem ein Gutachten die Schutzwürdigkeit festgestellt hat.
Zwischenzeitlichen Überlegungen der Stadt Bad Nauheim im Jahr 2023, auf dem Gelände eine Freiflächen-Photovoltaikanlage zu errichten, erteilte die Obere Naturschutzbehörde eine Absage. Obwohl das Ostfeld nicht zum ausgewiesenen Bereich des Naturschutzgebiets zählt, hat der ehemalige Betreiber Cemex einen Wald und eine Streuobstwiese anpflanzen lassen.